# 王加木
王加木（1952年9月—2017年11月11日），浙江义乌心四村人，中国人民解放军少将。

## 生平
1968年毕业于大成中学。1969年2月，加入中国人民解放军，1970年9月加入中国共产党。历任排长、副指导员、干事、参谋、秘书、副处长、处长，副部长、部长，第12集团军副军长。2004年—2007年2月，担任浙江省军区副司令员；后改任上海警备区副司令员兼参谋长等职。2017年11月11日在南京逝世，享年65岁。